# Golf Grand Slam (videójáték)
A Golf Grand Slam (ゴルフ グランドスラム; Hepburn: Gorufu Gurando Szuramu) az Atlus által 1991-ben Nintendo Entertainment Systemre kiadott golfos videójáték. A játék tartalmazza a golfozás apró részleteit, pl. van szél, labda ütési szögét be lehet állítani, stb. A mentés jelszókkal van megoldva és maximum 4 játékos játszhat. 

## Játékmenet
Három játékmód van: Tournament mode-ban (verseny mód) lehetséges egy teljes golf versenyt végigjátszani. Ezen kívül van két gyakorló mód.